# Opération Silberfuchs
Seconde Guerre mondiale
Batailles
1941
- Carélie du Ladoga
- Isthme de Carélie
- Carélie orientale
- Silberfuchs
  - Renntier
  - Platinfuchs
  - Polarfuchs
- Kirkenes et Petsamo
- Hanko
- Bengtskär
- Porlampi

1942
- Suursaari
- Someri

1944
- Vyborg-Petrozavodsk
  - Tienhaara
  - Tali-Ihantala
  - Île de Nerva
  - Baie de Vyborg
  - Vuosalmi
  - Nietjärvi
  - Ilomantsi
  - Hokki

Campagnes de la mer Baltique
L'opération Silberfuchs (« Renard d'argent ») (en anglais : Operation Silver Fox) était une opération germano-finlandaise de la Seconde Guerre mondiale dont l'objectif était la capture du port soviétique de Mourmansk à partir du territoire finlandais. Lancée à l'été 1941, elle se conclut par un échec rapide et définitif. 

## Planification et préparation
En janvier 1941, l'officier allemand Erich Buschenhagen reçut l'ordre de se rendre en Finlande afin de trouver un terrain d'entente pour lancer une offensive conjointe contre les Soviétiques. Depuis juillet 1940, l'Allemagne avait projeté d'occuper les mines de nickel de Petsamo (voir l'opération Renntier) en cas de nouvelle guerre entre les Finlandais et les Soviétiques. L'Allemagne avait procédé à des transferts de troupes et d'approvisionnements juste à la frontière finlandaise, et ce depuis septembre 1940. Fin février, Buschenhagen reçut l'autorisation de négocier pour une offensive commune. Tirant profit du pacte de co-belligérance, les plans furent réalisés pour que les forces allemandes présentes en Norvège puissent passer facilement à travers le territoire finlandais. Ces opérations, connues sous le nom de Blaufuchs I et Blaufuchs II (renard bleu) commencèrent en juin 1941. Cinq divisions allemandes et d'autres éléments divers (dont deux unités de Panzer) ont ainsi pu prendre position dans le nord de la Finlande, rejoignant les forces finlandaises qui effectuaient à ce moment des manœuvres frontalières.
Les Finlandais et les Allemands se mirent d'accord pour une attaque bilatérale découpée en trois phases. La première action (l'opération Renntier) avait pour but d'occuper la région de Petsamo avec deux divisions de troupes de montagnes commandées par le Generaloberst Eduard Dietl, qui devaient attaquer Mourmansk depuis leur stationnement de Norvège.
Les deuxième et troisième étapes devaient être lancées à l'unisson. L'assaut le plus au nord (l'opération Renntier), mené par des troupes de montagne allemandes aidées par le bataillon de garde-frontières finlandais d'Ivalo, devait frapper à l'est de Petsamo, puis attaquer le port de Mourmansk en longeant la côte de la mer de Barents. Cette opération, qui se déroulait bien au-dessus du cercle Arctique, serait ralentie par le terrain redoutable et le climat inhospitalier qui y régnaient. Elle était donc considérée par le commandement germano-finlandais comme la plus difficile. Mourmansk allait devenir une ligne de sauvetage essentielle pour la Russie soviétique, mais en ce début de l'année 1941, ce port avait été classé comme cible secondaire par les Allemands. Alors que l'objectif de Platinfuchs était de capturer Mourmansk, le but principal de l'opération était d'encercler des troupes soviétiques, et de les empêcher de renforcer leur front plus au sud près de Leningrad.
L'assaut plus au sud fut nommé Polarfuchs. Le général de cavalerie allemand Hans Feige du XXXVIe corps d'armée, aidé de deux unités de Panzers, devait attaquer plus à l'est depuis Kuusamo le long de la ligne Salla-Urinsalmo. Cette opération visait la capture de la ville de Kandalakcha, depuis la mer Blanche dans la région de la Carélie. Avec toujours pour objectif de maintenir au sud les troupes soviétiques qui auraient été envoyées vers Mourmansk et la péninsule de Kola pour briser l'encerclement de la ville.
Au même moment, une opération impliquant l'armée finlandaise de Carélie devait attaquer plus au sud vers le lac Ladoga et la rivière Svir.

## OpérationRenntier
La phase Renntier, fut lancée le 22 juin 1941, afin de coïncider avec le lancement de l'opération Barbarossa. Les 2e et 3e divisions de chasseurs alpins (Gebirgsjäger) du corps d'armée Norwegen, firent mouvement depuis la région norvégienne de Kirkenes et commencèrent à se déployer en territoire finlandais autour de Petsamo. Cette opération fut un succès car les troupes allemandes prirent au dépourvu les Russes. Ensuite, les hommes de Dietl se reformèrent et se préparèrent pour le lancement de Platinfuchs, de même qu'un peu plus au sud les unités du XXXVIe Corps d'armée de Feige.
Le 25 juin 1941, les Soviétiques lancèrent une importante offensive aérienne qui fit rentrer la Finlande dans la guerre aux côtés des puissances de l'Axe.

## L'assaut

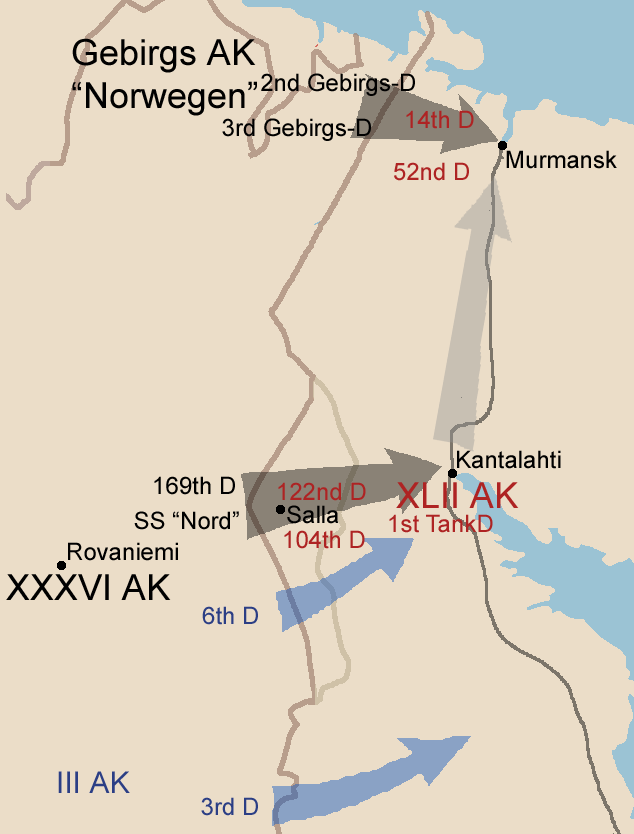
Plan original de l'.
Troupes allemandes en noir, finlandaises en bleu, soviétiques en rouge.

Le 28 juin, les forces allemandes arrivent dans la région de Petsamo.
Le 29 juin, les troupes allemandes et finlandaises lancent les opérations Polarfuchs (au sud) et Platinfuchs (au nord).

### OpérationPlatinfuchs
Dans le nord, la région ressemblait à un paysage lunaire et désertique car le froid intense qui y régnait rendait l'existence et la croissance des végétaux très difficiles. Les grands espaces de la toundra, avec ses nombreux lacs, ses marécages et ses grandes roches disséminées un peu partout rendaient très difficile l'utilisation de véhicules.
À ces difficultés climatiques et géologiques, s'ajoutait l'absence presque totale de routes et pour leur logistique, les Allemands furent contraints d'en construire, tous leurs véhicules devenant ainsi des cibles parfaites pour l'artillerie soviétique. Pour soulager ces problèmes d'approvisionnement, les Allemands ramenèrent, notamment de Grèce, des animaux de trait mais dans ce climat difficile, ils périrent assez vite.
L'offensive des troupes du général Dietl commença sur le village de Titovka. Les deux divisions soviétiques chargées de défendre la péninsule s'appuyaient sur une défense assez forte, et disposée de sorte qu'ils avaient la domination de la route Petsamo - Titovka. Trois jours durant, les Allemands ont tenté en vain de s'emparer de cette ligne de défense, mais les attaques de l'artillerie côtière soviétique (3 canons de 130 mm et 4 de 100 mm) les en empêchèrent. Dans ces conditions, l'attaque ralentit puis s'arrêta totalement.
Les approvisionnements allemands et finlandais ont dû finalement se faire par train, mais la gare la plus proche se situait à 531 km.
Les Soviétiques se trouvaient alors à seulement 60 kilomètres du port de Mourmansk. Comme les troupes de montagnes allemandes avançaient lentement, les Russes retirèrent leurs forces des premières zones de combats et renforcèrent leurs secondes lignes de défenses, en rajoutant une autre division et plusieurs unités d'infanterie de marine en provenance de Mourmansk.
Les Russes étaient alors dans des positions très fortement retranchées, presque indélogeables et en supériorité numérique. De violents combats eurent lieu en juillet, les Allemands tentant désespérément de traverser la rivière. Le 22 septembre, après l'échec des tentatives de traversée de la rivière Litsa, Dietl reconnut que l'opération Platinfuchs avait échoué. La ligne de front se stabilisa lorsque les troupes allemandes cessèrent d'avancer ; elles devaient rester quasiment immobiles jusqu'à la fin de la guerre.

### OpérationPolarfuchs

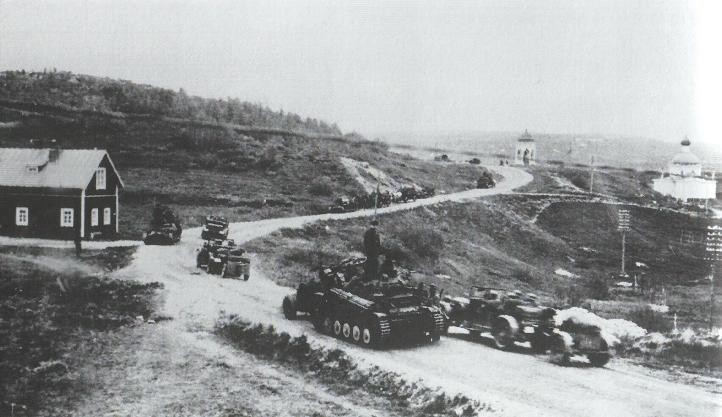
Une colonne de la I./Panzer-Abt.zbV40 au cours de l'avance sur Kuusamo en juillet 1941.

Plus au sud, l'opération Polarfuchs (en anglais : Operation Arctic Fox) commença à la même période que Platinfuchs. Le champ de bataille, où se trouvait le corps d'armée XXXVI, était totalement différent de celui que rencontraient les troupes du nord. La région autour de Kuusamo ressemblait à une forêt primitive, avec des arbres colossaux qui dominaient de la broussaille et des petits marais. Ce terrain était très inhabituel pour des Allemands, qui pour la plupart avaient grandi dans des villes ou dans une campagne cultivée et dès lors leur moral en souffrit fortement. En dépit de cette différence, ce terrain se révéla aussi difficile que celui plus au nord, car encore une fois, le petit nombre de routes praticables rendait difficile les avancées et les ravitaillements, et elles se trouvaient toujours sous le feu de l'artillerie russe.
La division SS Nord fut alors envoyée en renfort autour des villages de Märkäjärvi et de Salla. Malgré la protestation de son commandant, qui assurait que ses unités n'étaient pas opérationnelles, l'assaut fut ordonné et elle s'enfonça alors dans cette épaisse forêt. En dépit de combats acharnés, cette division eut peu de résultats et enregistra de lourdes pertes (700 hommes en deux jours), sans réussir finalement à percer les défenses soviétiques.
Ainsi l'avance sur Kandalakcha ralentit, puis s'arrêta comme pour le front du nord. Peu après Hitler ordonna la fin de cette action.

## Conclusion

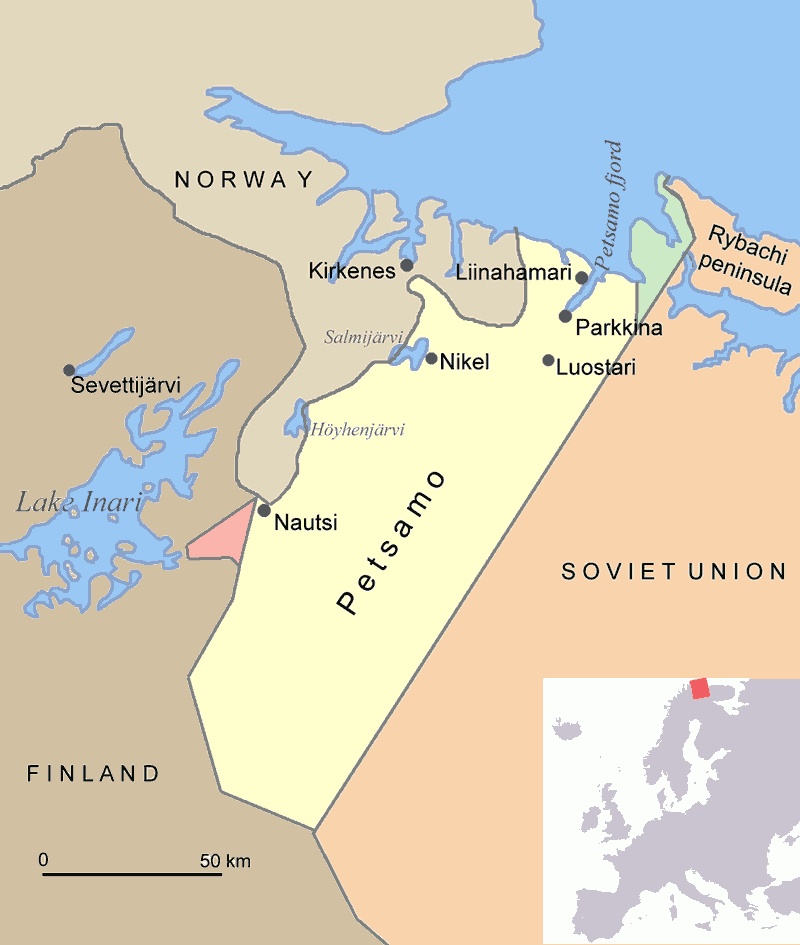
Carte de la région de Petsamo.

L'échec de Silberfuchs eut un effet important sur le cours de la guerre.
Alors que le reste des lignes russes s'était effondré en 1941, ces forces de la région de Mourmansk tinrent bon, entraînant pour l'assaillant des pertes importantes (15 % des effectifs initiaux).
L'échec allemand peut être attribué à un certain nombre de facteurs : le terrain a fortement gêné l'avance et l'assaut a manqué de forces solides au sol, condition nécessaire pour un Blitzkrieg efficace. Le manque d'objectif précis et de points de rassemblement pour les différents plans d'attaques ont rendu impossible la percée recherchée et inévitable la stagnation du front.
Le port de Mourmansk allait ainsi rester russe tout au long de la guerre ; près d'un quart de tous les renforts en matériels envoyé par les Alliés ont transité par ce port.
La guerre dans ce secteur traîna jusqu'en septembre 1944, jusqu'à ce que les Finlandais fissent la paix avec les Russes et se retournassent contre les Allemands, ce qui marqua le début de la guerre de Laponie.